# Pedicularis pennellii
Pedicularis pennellii là loài thực vật có hoa thuộc họ Cỏ chổi. Loài này được Hultén mô tả khoa học đầu tiên năm 1937.